# Banteay Srei (Siem Riep)
Banteay Srei es uno de los trece distritos que forman la provincia camboyana de Siem Riep, con una población estimada en marzo de 2008 de 42 773 habitantes. Está dividido en las siguientes  comunas (khum), que se muestran asimismo con población estimada de 2008:
- Khnar Sanday 8,464
- Khun Ream 6,691
- Preak Dak 8,085
- Rumchek 3,058
- Run Ta Aek 7,418
- Tbaeng 9,057[1]